# Крингу (комуна)
Крингу (рум. Crângu) — комуна у повіті Телеорман в Румунії. До складу комуни входять такі села (дані про населення за 2002 рік):
- Крингу (1199 осіб)
- Секара (533 особи)

Комуна розташована на відстані 104 км на південний захід від Бухареста, 24 км на південний захід від Александрії, 113 км на південний схід від Крайови.

## Населення
За даними перепису населення 2002 року у комуні проживали 3674 особи.
Національний склад населення комуни:
| Національність | Кількість осіб | Відсоток |
| -------------- | -------------- | -------- |
| румуни         | 3175           | 86,4 %   |
| цигани         | 497            | 13,5 %   |
| турки          | 1              | < 0,1 %  |

Рідною мовою назвали:
| Мова      | Кількість осіб | Відсоток |
| --------- | -------------- | -------- |
| румунська | 3348           | 91,1 %   |
| циганська | 325            | 8,8 %    |
| турецька  | 1              | < 0,1 %  |

Склад населення комуни за віросповіданням:
| Релігія        | Кількість осіб | Відсоток |
| -------------- | -------------- | -------- |
| православні    | 3468           | 94,4 %   |
| адвентисти     | 192            | 5,2 %    |
| баптисти       | 3              | 0,1 %    |
| п'ятдесятники  | 1              | < 0,1 %  |
| греко-католики | 1              | < 0,1 %  |
| мусульмани     | 1              | < 0,1 %  |
| не релігійні   | 1              | < 0,1 %  |
| атеїсти        | 1              | < 0,1 %  |